# 魏钢 (空军)
魏钢（1951年11月—），男，山东滕州人，中国人民解放军空军少将，中国共产党党员。

## 生平
魏钢1951年11月出生，籍贯山东滕州龙阳镇。毕业于华南理工大学机械系机械制造专业。在空军航空兵部队历任机械师，机务中队副中队长，师司令部训练科参谋，空军航空兵第三十五师独立大队副大队长。后到广州军区空军机关工作，历任航空工程部外场处训练科助理、飞机科科长、外场处处长，装备技术部副部长，装备部副部长。此后历任济南军区空军装备部部长，中国人民解放军空军装备部副部长，中国人民解放军空军装备研究院院长。后任中国共产党中国人民解放军空军委员会常委，中国人民解放军空军装备部部长、党委书记。2008年当选第十一届全国人民代表大会解放军代表。

## 社会兼职
兼任中国航空学会第七、第八届副理事长兼科普教育委员会主任，清华大学航天航空学院教授。